# 4494 Marimo
4494 Marimo eller 1988 TG1 är en asteroid i huvudbältet som upptäcktes den 13 oktober 1988 av de båda japanska astronomerna Seiji Ueda och Hiroshi Kaneda i Kushiro. Den är uppkallad efter marimo, en formation av alger.